# Oddział Zamkowy Prezydenta Rzeczypospolitej
Oddział Zamkowy Prezydenta Rzeczypospolitej (OZ) – oddział Wojska Polskiego w II Rzeczypospolitej.
9 października 1928 roku minister spraw wojskowych „zgodnie z życzeniem Pana Prezydenta Rzeczypospolitej” wydał zarządzenie B. Og. Org. 7235 Org. zgodnie, z którym unieważnił dotychczasowe, tymczasowe organizacje: Gabinetu Wojskowego Prezydenta Rzeczypospolitej, stajni reprezentacyjnej Prezydenta Rzeczypospolitej i plutonu żandarmerii dla ochrony Prezydenta Rzeczypospolitej oraz ustanowił tymczasowe organizacje: Gabinetu Wojskowego Prezydenta Rzeczypospolitej i Oddziału Zamkowego Prezydenta Rzeczypospolitej oraz ustalił dla szeregowych Oddziału Zamkowego odznakę ze złączonych liter „O. Z.” do noszenia na naramiennikach.

## Organizacja
Tymczasowa organizacja Oddziału Zamkowego Prezydenta Rzeczypospolitej z 9 października 1928 roku:
- dowództwo,
- kompania zamkowa,
- zamkowy pluton żandarmerii,
- zamkowa kolumna samochodowa,
- stajnia zamkowa[2].

## Obsada personalna oddziału
Dowódcy oddziału
- mjr żand. Edward Czuruk (1 V 1928[3] – 25 IV 1934[4])
- mjr piech. Wiktor Gębalski (od VI 1934[5])
- mjr piech. Stefan Fabiszewski (XI 1938 – 1939)

Obsada personalna oddziału w marcu 1939
- dowódca oddziału – mjr piech. Stefan Fabiszewski
- oficer gospodarczy – kpt. int. Jan Zadarnowski
- dowódca kompanii zamkowej – kpt piech. Adam Jastrzębski
- dowódca plutonu zamkowego żandarmerii – kpt. żand. Jan Huber
- dowódca kolumny samochodowej – mjr br. panc. Stefan II Czarnecki
- odkomenderowany – mjr piech. Wiktor Gębalski